# Бонин, Эдуард фон
Эдуард Вильгельм Людвиг фон Бонин (нем. Eduard Wilhelm Ludwig von Bonin; 1793—1865) — прусский военачальник, генерал, военный министр.

## Биография
Эдуард Вильгельм Людвиг фон Бонин родился в марте 1793 года в Западной Померании (нем. Hinterpommern) в городе Штольпе (ныне Слупск, Польша) в дворянской семье.
Известен прежде всего своей деятельностью в Шлезвиг-Гольштейне в ходе датско-прусской войны. 
В 1852—1854 гг. и в 1858—59 гг. занимал должность военного министра и на этом посту, согласно ЭСБЕ: «выказал большой организаторский талант».
Эдуард фон Бонин умер 13 марта 1865 года в городе Кобленце.

### Награды
- Орден Чёрного орла (17 марта 1863)
- Орден Красного орла, большой крест с мечами на кольце (20 сентября 1861)
- Орден «Pour le Mérite» (1848)
- Орден Дома Гогенцоллернов
- Железный крест 1-го класса (1814)
- Орден Святого Иоанна Иерусалимского
- Австрийский орден Леопольда, большой крест (Австрия)
- Орден Нидерландского льва, большой крест (Нидерланды)
- Орден Святой Анны 2-й степени (Россия, 1814)